# 3. Luftwaffen-Feld-Division
La 3. Luftwaffen-Feld-Division  (3e division de campagne de la Luftwaffe) a été l'une des principales divisions de la Luftwaffe allemande durant la Seconde Guerre mondiale, formée en septembre 1942 à Groß-Born, à partir du  Flieger-Regiment 11.

En janvier 1943, la Panzer-Jäger-Abteilung Luftwaffen-Feld-Division 3, la Artillerie-Abteilung Luftwaffen-Feld-Division 3 et la Flak-Abteilung Luftwaffen-Feld-Division 3 sont réunis dans le Luftwaffen-Artillerie-Regiment 3.
Comme plusieurs Luftwaffen-Feld-Division le 1er novembre 1943, la Division est prise en charge par la Heer et est renommée 3. Feld-Division (L) qui est dissoute le 22 janvier 1944 après avoir subi de lourdes pertes à Vitebsk. Les restes de la division sont alors absorbés par la  4. et 6. Feld-Division (L)

## Commandement

Drapeau du commandant d'une division aérienne

| Début             | Fin               | Grade           | Nom              |
| ----------------- | ----------------- | --------------- | ---------------- |
| 26 septembre 1942 | 1er novembre 1943 | Generalleutnant | Robert Pistorius |

## Chef d'état-major
| Début             | Fin               | Grade | Nom          |
| ----------------- | ----------------- | ----- | ------------ |
| 27 octobre 1942   | 1er novembre 1942 | Major | Egeler       |
| 1er novembre 1942 | Novembre 1943     | Major | Paul Paßlick |

## Rattachement
| Novembre 1942 - Décembre 1942 : |  | VI. Armeekorps / Armeeoberkommando (AOK) .9                   | basé à Nevel   |
| Décembre 1942 - Janvier 1943 :  |  | XXX. Armeekorps / AOK .9                                      | basé à Nevel   |
| Janvier 1943 - Février 1943 :   |  | XXXXI. Armeekorps / AOK .9                                    | basé à Nevel   |
| Février 1943 - Octobre 1943 :   |  | II. Luftwaffen-Feldkorps / PanzerArmeeoberkommando (PzAOK) .3 | basé à Nevel   |
| Novembre 1943 - Décembre 1943 : |  | IX. Armeekorps / PzAOK .3                                     | basé à Vitebsk |
| Janvier 1944 :                  |  | LIII. Armeekorps / PzAOK .3                                   | basé à Vitebsk |

## Unités subordonnées
- I. à IV. Bataillone (Infanterie, sans Stab - Chaque bataillon d'infanterie est constitué de 4 compagnies)
- Panzer-Jäger-Abteilung Luftwaffen-Feld-Division 3
- Artillerie-Abteilung Luftwaffen-Feld-Division 3
- Flak-Abteilung Luftwaffen-Feld-Division 3
- Radfahrer-Kompanie Luftwaffen-Feld-Division 3
- Pionier-Kompanie Luftwaffen-Feld-Division 3
- Luftnachrichten-Kompanie Luftwaffen-Feld-Division 3
- Kommandeur der Nachschubtruppen Luftwaffen-Feld-Division 3